# Cantó de Saint-Quentin-Centre
El cantó de Saint-Quentin-Centre és un cantó francès del districte de Saint-Quentin, al departament de l'Aisne, als Alts de França.

## Història
El Cantó de Saint-Quentin-Centre fou creat el 1973 amb la divisió de l'antic cantó de Saint-Quentin.

## Administració
Des del 2004, el Conseller General és Colette Blériot, que també és alcalde adjunt de l'Ajuntament de Saint-Quentin. La consellera general del 1998 al 2004 va ésser Anne Ferreira, que va ser Diputada Europea (2000-2009).

## Composició
El cantó de Saint-Quentin-Centre té un únic municipi i té 20.027 habitants (2008).
- Saint-Quentin: 20.027 habitants.[1]

## Demografia
- 1990 - 21.538 habitants.
- 1999 - 20.189 habitants.
- 2007 - 19.927 habitants.
- 2008 - 20.027 habitants.